# الیک، قرقیزستان
الیک، قرقیزستان (به لاتین: Alike, Kyrgyzstan) یک منطقهٔ مسکونی در قرقیزستان است که در استان اوش واقع شده‌است.

## خصوصیات
الیک ۱٬۵۱۰ متر بالاتر از سطح دریا واقع شده‌است.